# Ungyang-myeon
Ungyang-myeon (koreanska: 웅양면) är en socken i kommunen Geochang-gun i provinsen Södra Gyeongsang, i den centrala delen av Sydkorea, 210 km söder om huvudstaden Seoul.